# Hit 'Em Up
 (janvier 2008).
Si vous disposez d'ouvrages ou d'articles de référence ou si vous connaissez des sites web de qualité traitant du thème abordé ici, merci de compléter l'article en donnant les références utiles à sa vérifiabilité et en les liant à la section « Notes et références ».
Singles de 2Pac
How Do U Want It
Pistes de Greatest Hits
Life Goes On Troublesome '96
Hit' Em Up est un clash du rappeur Tupac Shakur (feat. The Outlawz) envers le label Bad Boy Records de Puff Daddy, cette chanson est sûrement le clash le plus violent de toute l'histoire du rap. Originellement sorti en Face B du single How Do U Want It chez Death Row Records en 1996.

## Genèse
Cette chanson est interprétée par 2Pac après s'être fait tirer dessus le 30 novembre 1994. Il était dans le hall d'un studio d'enregistrement à New York accompagné de son groupe : The Outlawz et de toute l'équipe de Bad Boy (label de rap East Coast) : Puff Daddy, Biggie et Junior M.A.F.I.A.. Il se fait tirer dessus à cinq reprises et reçoit deux balles dans la tête, deux dans l'aine et une dans la main qui s'avère être la blessure la plus sérieuse. Il se fait aussi voler 40 000 dollars de bijoux. Puff Daddy et Biggie, qui avaient toujours prétendu contrôler New York, ont dit qu'ils n'y étaient pour rien mais 2Pac les a toujours accusés de ne pas l'avoir averti. Sa haine envers Bad Boy le poussera à écrire Hit 'Em Up.
À l'aide des Outlawz, Tupac dénigre littéralement Puff Daddy :  « Puffy tryna see me weak, hearts I rip », Biggie : « Fuck Biggie/Biggie Smallz just got dropped », Mobb Deep : « Oh yeah, Mobb Deep, you wanna fuck with us ? / Don't one of you niggaz got sickle cell or somethin ? / Fuck Mobb Deep », Lil Kim : « Lil Kim, don't fuck around with real G's Quick to snatch yo' ugly ass off tha street, so fuck peace », Lil' Cease : « Little Cease, go ask ya homie how I leave ya cut your young ass up, leave you in pieces, now be deceased » Junior M.A.F.I.A : « Biggie Smallz and Junior M.A.F.I.A. some mark ass bitches » et Chino XL. Pac affirma même avoir couché avec Faith Evans, la femme de Biggie : « You claim to be a playa but I fucked your wife ! ».

## Hit' Em Up II
Le morceau connu sous l’appellation Hit Em Up part 2 sur internet, est en réalité la version « démo » du morceau enregistré en octobre 1995, le mois où 2Pac est sorti de prison.
Tupac ré-enregistre le titre en 1996 pour l'album All Eyez on Me ; cependant, le morceau n'est pas inclus dans la liste des titres de l'album, et il devient la version sortie en face B du single.[réf. nécessaire].
- version « démo » (connu sous le titre Hit Em Up II) : enregistré en octobre 1995,
- version « retail » (titre officiel sorti en face B) : enregistré en avril 1996,
- version « clean » (titre ré-enregistré pour les radios) : enregistré en juin 1996.